# Tha Sala (huyện)
Tha Sala (tiếng Thái: ท่าศาลา) là một huyện (amphoe) của tỉnh Nakhon Si Thammarat, miền nam Thái Lan.

## Địa lý
Các huyện giáp ranh (từ phía nam theo chiều kim đồng hồ) là Mueang Nakhon Si Thammarat, Phrom Khiri, Nopphitam và Sichon. Phía đông là vịnh Thái Lan.

## Lịch sử
Trong các cuộc cải tổ thesaphiban, 5 mueang của vương quốc Nakhon Si Thammarat đã được hợp nhất để lập huyện của tỉnh Nakhon Si Thammarat. Các  mueang này là Thai Buri, Ron Ka Ro, Klai, Mo Khlan và Noppitham. Lúc lập năm 1897, huyện có tên Klai (กลาย) và được chia làm 10 tambon Tha Sala, Tha Khuen, Sa Kaeo, Klai, Thaiburi, Ka Ro, Noppitham, Hua Taphan, Mo Khlan, Don Tako. 
The western part of Huyện được tách ra to form the new minor district Nopphitam Năm 1995.

## Hành chính
Huyện này được chia thành 10 phó huyện (tambon), các đơn vị này lại được chia ra thành 107 làng (muban). Tha Sala là một thị trấn (thesaban tambon) nằm trên một phần của tambon Tha Sala. Có 10 Tổ chức hành chính tambon.
| \| STT \| Tên \| Tên tiếng Thái \| Số làng \| Dân số \| \| \| --- \| ----------- \| -------------- \| ------- \| ------ \| \| \| 1. \| Tha Sala \| ท่าศาลา \| 15 \| 30,108 \| \| \| 2. \| Klai \| กลาย \| 12 \| 8.777 \| \| \| 3. \| Tha Khuen \| ท่าขึ้น \| 14 \| 13.443 \| \| \| 4. \| Hua Taphan \| หัวตะพาน \| 9 \| 4.968 \| \| \| 6. \| Sa Kaeo \| สระแก้ว \| 11 \| 9.310 \| \| \| 7. \| Mokhlan \| โมคลาน \| 15 \| 12.865 \| \| \| 9. \| Thai Buri \| ไทยบุรี \| 10 \| 6.793 \| \| \| 10. \| Don Tako \| ดอนตะโก \| 6 \| 4.932 \| \| \| 11. \| Taling Chan \| ตลิ่งชัน \| 8 \| 7.730 \| \| \| 13. \| Pho Thong \| โพธิ์ทอง \| 7 \| 8.007 \| \| | Map of Tambon |                |         |        |  |
| STT | Tên           | Tên tiếng Thái | Số làng | Dân số |  |
| 1. | Tha Sala      | ท่าศาลา         | 15      | 30,108 |  |
| 2. | Klai          | กลาย           | 12      | 8.777  |  |
| 3. | Tha Khuen     | ท่าขึ้น           | 14      | 13.443 |  |
| 4. | Hua Taphan    | หัวตะพาน        | 9       | 4.968  |  |
| 6. | Sa Kaeo       | สระแก้ว         | 11      | 9.310  |  |
| 7. | Mokhlan       | โมคลาน         | 15      | 12.865 |  |
| 9. | Thai Buri     | ไทยบุรี          | 10      | 6.793  |  |
| 10. | Don Tako      | ดอนตะโก        | 6       | 4.932  |  |
| 11. | Taling Chan   | ตลิ่งชัน          | 8       | 7.730  |  |
| 13. | Pho Thong     | โพธิ์ทอง         | 7       | 8.007  |  |

Các con số mất là nay thuộc huyện Nopphitam.